# Csend

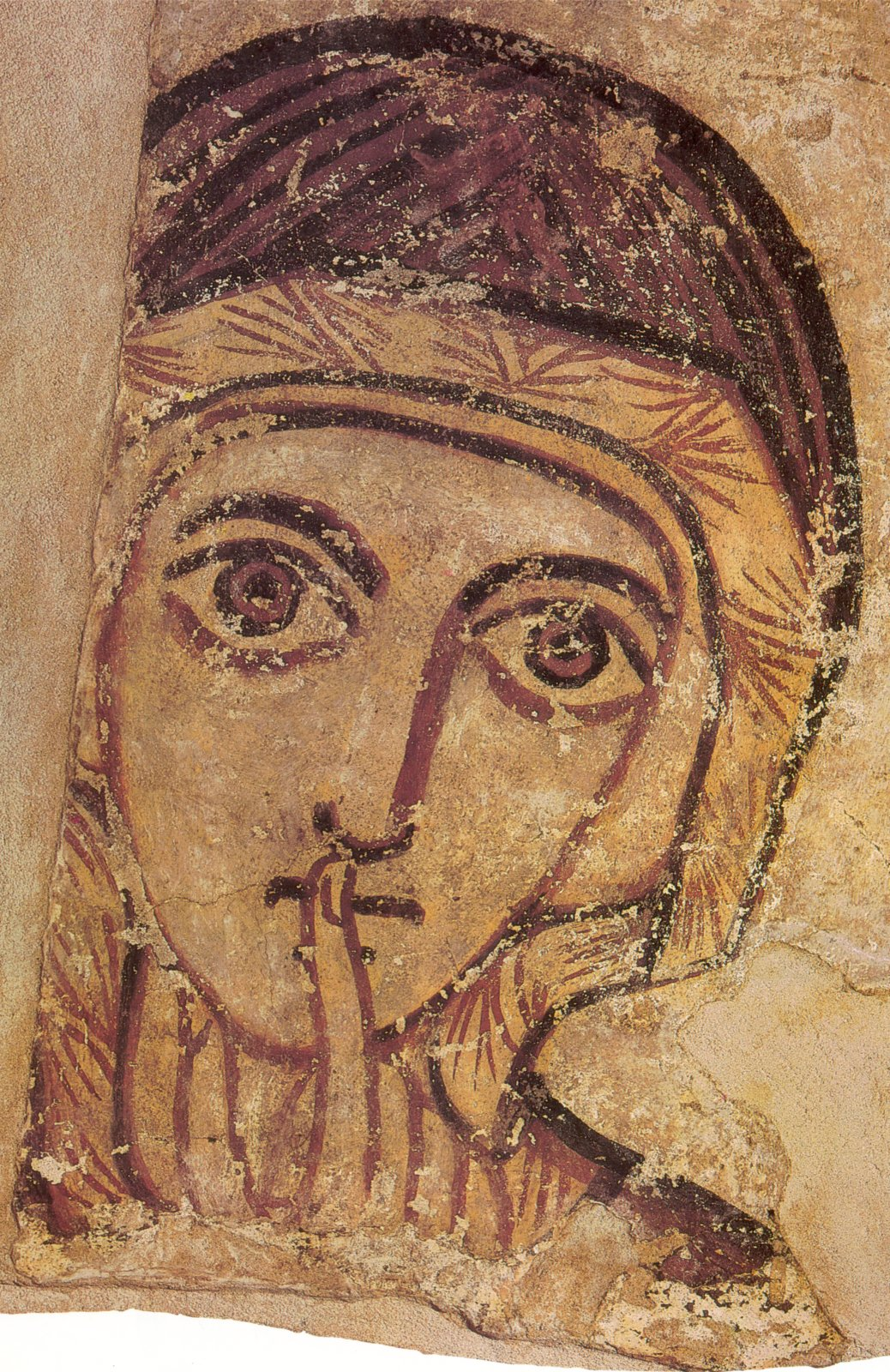
Szent Anna egy freskón, amint kezével csendre int

A csend a hallható zajok hiánya, olyan halk hangok kiadása, amelyek nem hallhatóak, vagy az az állapot, amikor a hangok megszűntek; ez utóbbi értelem kiterjeszthető a kommunikáció bármilyen formájának leállítására vagy hiányára, akár beszéd útján, akár más közegben.
Az emberek néha elcsendesülnek, amikor keresnek egy megfelelő szót, vagy megszakítják magukat, mielőtt kijavítják magukat.
Joseph Jordania szerint a társas állatoknál (beleértve az embereket is) a csend a veszély jele. Jordania azt mondta, hogy a dúdolás egy kapcsolatfelvevő módszer lehetett, amelyet régen használtak az emberek, hogy ne legyen csend. Szerinte az emberek a hosszú csendet zavarónak tartják (néha veszélyesnek). Ez megmagyarázza azt, hogy a magányos emberek miért érzik magukat biztonságban a dúdolástól, fütyüléstől, attól, hogy magukban beszélnek, illetve a TV-től és a rádiótól.
Chrulew szerint a csend semlegesíteni tudja a hatalmat. Példaként a gyermekeket hozta. A nézőpontja szerint a gyerekek mérgesek és vadak lesznek, amikor elcsendesülnek. A haragjukat és a vadságukat a csenddel fejezik ki. 
A 2016-os "In Pursuit of Silence" című dokumentumfilm a csend előnyeiről szólt, illetve a zajos világ hátrányairól.